# Valennes
Valennes är en kommun i departementet Sarthe i regionen Pays de la Loire i nordvästra Frankrike. Kommunen ligger i kantonen Vibraye som tillhör arrondissementet Mamers. År 2022 hade Valennes 304 invånare.

## Befolkningsutveckling
Antalet invånare i kommunen Valennes
| Referens: INSEE |